# برلمان جزر البهاما
برلمان باهاماس (بالإنجليزية: Parliament of the Bahamas)‏ هو الهيئة التشريعية في باهاماس، ويتكون من 54 مقعداً، يقع المقر الرئيسي له في ناساو، يتكون من المجلس الأعلى Senate of the Bahamas ‏
الذي يضم 16 مقعداً، والمجلس الأدنى House of Assembly ‏ الذي يضم 39 مقعداً.